# Tudhaliya di Kussara
Tudhaliya (Kuššara, ... – ...; fl. XVIII secolo a.C.) fu un nobile e alto dignitario del regno nesita di Kanesh vissuto nel XVIII secolo a.C., possibile sovrano o governatore di Hattusa agli albori dell'antico regno ittita.

## Il "punto di contatto" tra Ittiti e Nesiti?
Conosciamo questa figura da testi nesiti che danno notizia di un Tudhaliya che alla corte di Zuzu, ultimo re noto di Kaneš, svolgeva la funzione di Rab šaqē, "Capo Coppiere" (in Ittita GAL LÚSAGI), posizione elevata, non militare, riservata ai membri della famiglia reale, di cui certamente faceva parte.

Troviamo citato un Tudhaliya anche in un cruciale testo ittita, coevo di quello nesita, la cosiddetta "lista delle offerte C":
quale padre del re ittita PU-Sarruma, nonno di Hattušili I. D'altro canto non abbiamo reali indizi che il Tudhaliya della lista C sia mai stato Re: nel testo ittita non appare citato come solitamente avviene con i sovrani, il che ha fatto dedurre ad alcuni studiosi che questi non appartenesse alla famiglia reale ittita e che il figlio PU-Sarruma fosse pertanto asceso al trono per matrimonio con una figlia del precedente sovrano, che lo avrebbe anche adottato, come consueto per gli ittiti.
Seguendo un'intuizione di Forlanini ripresa poi da una parte del mondo accademico, per coincidenza cronologica e linguistica, i due Tudhaliya potrebbero essere stati la stessa persona nonché il punto di contatto, tra la dinastia reale di Kanesh/Kuššara, prossima ad estinguersi, e quella ittita che stava iniziando.

## Chi era Tudhaliya?
Prendendo per buona, in linea ipotetica, l'intuizione di Forlanini, peraltro condivisa da una parte significativa del mondo accademico, resta da capire chi fosse Tudhaliya.
Il ruolo di "Capo Coppiere" era una posizione di enorme prestigio nel mondo anatolico dell'epoca, certamente riservato a membri illustri della famiglia reale; pertanto Tudhaliya doveva essere un parente stretto del sovrano o di un sovrano precedente.
Da un testo del periodo del re Pithana, possibile nonno di Zuzu, sappiamo che il medesimo ruolo di Rab Saqe fu occupato da un certo Tudhaliya: potrebbe ragionevolmente trattarsi della stessa persona, rimasta in carica anche attraverso il regno di Anitta, intermedio tra i due, per un periodo complessivo di circa 30-35 anni.
Possibile in tal caso che possa trattarsi di un fratello minore di Pithana, o più probabilmente, data l'età, di un suo figlio non designato erede o del figlio di un fratello, in ogni caso lo zio del re Zuzu, assumendo che questi fosse il figlio e non solo il successore di Anitta.

## I possibili scenari
Conferma indiretta delle origini nesite di PU-Sarruma (e quindi di suo padre, il Tudhaliya del testo ittita) ci giunge da alcuni testi immediatamente posteriori: dal "Testamento di Hattušili I, nipote di PU-Sarruma, sappiamo che questi morì nel proprio palazzo di Kuššara, la patria ancestrale della casa reale nesita, città evidentemente in quel periodo in mano ittita; dal "Testo di Zalpa ", invece, apprendiamo che il "Nonno del Re Hattušili" , PU-Sarruma, nominò i governatori di Zalpa (conquistata da Anitta pochi decenni prima) e di Hurma, da sempre in orbita nesita.
Tali città (Kuššara, Hurma e Zalpa) passate in mano ittita solo alcuni decenni dopo la loro conquista da parte di Anitta, la caduta di Kanesh di quegli anni (1700 ca) con sparizione della casa reale e l'etimologia del nome PU-Sarruma (non ittita certamente, forse hurrita) fanno ritenere che vi sia stato una sorta di passaggio del testimone tra i due popoli; e la spiegazione più plausibile è che a governare gli Ittiti fosse un ramo collaterale della famiglia reale di Kanesh.
Il nome PU-Sarruma, di origine hurrita/nesita, avvalora l'ipotesi che il punto di contatto tra le famiglie reali dei due stati possa essere stato Tudhaliya di Kussara, e che quindi l'individuo citato nella lista delle offerte "C" degli ittiti fosse in effetti lo stesso citato nei testi nesiti come Capo Coppiere del re Zuzu di Kanesh.
Se l'identificazionefosse corretta, probabilmente Tudhaliya non sarebbe mai stato re, ma solo padre biologico del futuro sovrano ittita, entrato per matrimonio/adozione nella linea regale di Hattusa, ipotesi ad oggi più accreditata dal mondo accademico.
Tuttavia non è del tutto escluso (anche se poco probabile: la casata di Hatti era stata azzerata da pochi anni e sostituita con un nuovo sovrano, probabilmente Huzziya 0) che Tudhaliya possa essere stato prima investito come governatore di Hatti dal re di Kanesh e, dopo che questa fu distrutta, possa aver avviato una propria dinastia "ittita" (ma in tal caso resta oscuro perché gli scribi dei secoli a seguire non lo citeranno mai nelle liste regali, né tantomeno come fondatore dinastico).

In tal caso, se cioè Tudhaliya fosse stato re, allora Kantuzzili 0troverebbe difficilmente spazio nella cronologia reale (potrebbe essere stato al massimo un fratello di PU-Sarruma, ed averlo preceduto brevemente sul trono). Per altri studiosi, Tudhaliya potrebbe esser invece stato effettivamente re ittita, prima del figlio. 
L'eventuale presenza di Tudhaliya come re complicherebbe ulteriormente la numerazione dei re ittiti chiamati Tudhaliya.
Il dibattito resta aperto.